# The Crew Motorfest
The Crew Motorfest é um videogame de corrida desenvolvido pela Ivory Tower e publicado pela Ubisoft para PlayStation 4, PlayStation 5, Windows, Xbox One e Xbox Series X/S. É a sequência de The Crew 2 de 2018 e o terceiro jogo da série The Crew. Assim como seus predecessores, o jogo se passa em um ambiente de mundo aberto; no entanto, ao contrário dos predecessores (que foram ambientados nos Estados Unidos contíguos), o Motorfest é ambientado em uma versão reduzida da Ilha havaiana de Oahu e Maui. 

## Jogabilidade
The Crew Motorfest é ambientado em uma versão reduzida da ilha de O'ahu, no Hawaii. Tem como tema um festival que serve como a principal área de acesso aos vários eventos do jogo, que é semelhante ao da série de jogos Forza Horizon. Sua jogabilidade é semelhante à dos jogos anteriores da série, apresentando recursos multiplayer online referidos no jogo como "tripulação", além de poder controlar veículos que não sejam carros, como aviões e barcos.

## Desenvolvimento e lançamento
Motorfest foi desenvolvido pela Ubisoft Ivory Tower. Era conhecido internamente como Projeto Orlando durante o desenvolvimento até outubro de 2022, quando o título e o cenário do jogo vazaram. Foi anunciado com um teaser trailer lançado em 31 de janeiro de 2023. Um período de testes fechado para Motorfest no PC começou em 1º de fevereiro de 2023, com testes para consoles chegando em uma data posterior. Esperava-se que o jogo seria lançado em 2023 para PlayStation 4, PlayStation 5, Windows, Xbox One, e Xbox Series X/S. Os jornalistas notaram as semelhanças entre Motorfest e os dois primeiros jogos Test Drive Unlimited (2006 e 2011), nos quais vários desenvolvedores da Ivory Tower trabalharam anteriormente e também compartilham Oʻahu como cenário principal.